# 恩里克·卡斯特罗
恩里克·卡斯特罗·冈萨雷斯（西班牙語：Enrique Castro González，1949年9月23日—2018年2月27日）是一名西班牙足球运动员，司职前锋。
基尼效力巴塞罗那時兩度成為西甲神射手，並攻入球會第3000個西甲入球。1981年3月2日曾遭綁架，25日後才獲釋。而前一日曾在6:0大勝靴高斯的比賽中梅開二度。